# おーい!ひろいき村
『おーい!ひろいき村』（おーい!ひろいきむら）は、フジテレビ系列にて2014年10月14日から2016年3月5日まで放送されていたバラエティ番組。有吉弘行の冠番組。
同年7月12日に『土曜スペシャル』で特別番組として放送された後、レギュラー化となった。
2015年4月11日から、タイトルを『有吉のニッポン元気プロジェクト おーい!ひろいき村』に変更し土曜日のゴールデンタイムの1時間の番組として放送されていたが、2016年3月5日に最終回を迎えた。全46回（深夜時代21回、ゴールデン昇格後25回）。

## 概要
村長の有吉弘行を中心に集まった「ひろいき村」で、若手から中堅芸人たちが「村役場の職員」として、有吉村長の求める「理想の老後が暮らせる村」を作るべく、様々なことに挑戦する。芸人は「ひろいき村」のなんらかの課に属している設定。ただし有吉村長はロケには出向かず、スタジオで様子を見守る。
有吉がMCをするフジテレビ火曜日未明（月曜日深夜）の冠番組は、同年9月に終了した『ひろいきの』に続いて2本目で、深夜放送時には、基本的に1つの企画を2週連続で行っていた。
ゴールデン昇格後は徐々に内容を変更し、当初は実際の市町村とタイアップした町おこし企画を行っていたが、2015年夏以降は疑問解消や記録へのチャレンジなどがメイン企画となった。キャスティングの中心も中堅芸人から、タレント・俳優になり、「村役場の職員」という設定は有名無実化されている。また深夜時代の休止は少なかったものの、ゴールデン時代は『めちゃ×2イケてるッ!』拡大版（加えて2015年7月25日放送の『FNS27時間テレビ』）などで頻繁に休止、特に2015年9月は『2015年ワールドカップバレーボール』中継などで1回も放送されなかった。
さらにはスポンサーである大手化学メーカーの「旭化成」の子会社の不祥事により、末期はAC JAPANのCMに差し替えられていた。
視聴率面では、真裏の『NHKニュース7』『ブラタモリ』（共にNHK総合）や『天才!志村どうぶつ園』（日本テレビ）などに大きく水をあけられ苦戦。土曜夜のゴールデンタイムでの放送だったにもかかわらず、2016年1月16日には2.9%（ビデオリサーチ調べ、関東地区・世帯）という異例の低視聴率を記録した。結局、2016年3月5日に深夜時代も含めて約1年半続いたレギュラー放送が終了。有吉村長の最後のメッセージは、番組や視聴者に向けたものではなく、フリーアナウンサーへ転向する加藤綾子にエールを送る形で番組が終わった。

## 出演者
村長（MC）
- 有吉弘行

秘書（進行）
- 加藤綾子（当時フジテレビアナウンサー） - 2015年4月11日-
- 三田友梨佳（フジテレビアナウンサー） -2014年7月12日、2014年10月14日-2015年3月24日

ナレーター
- 塩原恒夫（フジテレビアナウンサー、特番時）

## 放送リスト
| 2014年（おーい!ひろいき村） | 2014年（おーい!ひろいき村） | 2014年（おーい!ひろいき村） | 2014年（おーい!ひろいき村） | 2014年（おーい!ひろいき村）                  |
| 回                          | 放送日                      | 本日の活動 | 村役場の職員 | スタジオゲスト                               |
| --------------------------- | --------------------------- | --- | --- | -------------------------------------------- |
| SP                          | 7月12日                     | 巨大一枚板の看板を作る! シンクロナイズドスイミング係を新設! ゲスト行きつけの店の料理の味を再現する! 巨大ドミノ 総制作34時間ドキュメント! | 虻川美穂子（北陽）、アンガールズ、狩野英孝 小島よしお、我が家、庄司智春（品川庄司） バービー（フォーリンラブ）、平成ノブシコブシ FUJIWARA、谷澤恵里香、小峠英二（バイきんぐ） | 西川史子                                     |
| 1                           | 10月14日                    | 巨大石材から村の顔となる看板を作る! | 狩野英孝、TKO | アンガールズ                                 |
| 2                           | 10月21日                    | 巨大石材から村の顔となる看板を作る! | 狩野英孝、TKO | アンガールズ                                 |
| 3                           | 10月28日                    | 国産の摘みたて葡萄でオリジナルワインを樽から作る!                                                                                        | 鈴木拓（ドランクドラゴン）、FUJIWARA | FUJIWARA                                     |
| 4                           | 11月4日                     | 国産の摘みたて葡萄でオリジナルワインを樽から作る!                                                                                        | 鈴木拓（ドランクドラゴン）、FUJIWARA | FUJIWARA                                     |
| 5                           | 11月11日                    | 村の発展を祈願し巨大熊手を作る! | ちゅうえい（流れ星）、FUJIWARA | ちゅうえい（流れ星）、カンニング竹山         |
| 6                           | 11月18日                    | 村人12人で6万個のドミノを作る! | アンガールズ、我が家、アルコ&ピース 三四郎、アントニー（マテンロウ） 小峠英二（バイきんぐ）、庄司智春（品川庄司）                                                             | 小峠英二（バイきんぐ）、庄司智春（品川庄司） |
| 7                           | 11月25日                    | 村人12人で6万個のドミノを作る! | アンガールズ、我が家、アルコ&ピース 三四郎、アントニー（マテンロウ） 小峠英二（バイきんぐ）、庄司智春（品川庄司）                                                             | 小峠英二（バイきんぐ）、庄司智春（品川庄司） |
| 8                           | 12月2日                     | オリジナルワインを樽から作ってさらにワイングラスも作る!                                                                                  | 鈴木拓（ドランクドラゴン）、FUJIWARA | FUJIWARA                                     |
| 9                           | 12月9日                     | シンクロナイズドスイミングに挑戦! | 手島優、芹那、菊地亜美 バービー（フォーリンラブ） | バービー（フォーリンラブ）、青木愛           |
| 10                          | 12月16日                    | シンクロナイズドスイミングに挑戦! | 手島優、芹那、菊地亜美 バービー（フォーリンラブ） | バービー（フォーリンラブ）、青木愛           |

| 2015年（おーい!ひろいき村） | 2015年（おーい!ひろいき村） | 2015年（おーい!ひろいき村）                                 | 2015年（おーい!ひろいき村） | 2015年（おーい!ひろいき村）                              |
| 回                          | 放送日                      | 本日の活動                                                  | 村役場の職員 | スタジオゲスト                                           |
| --------------------------- | --------------------------- | ----------------------------------------------------------- | --- | -------------------------------------------------------- |
| 11                          | 1月6日                      | 新春!暇な村人たちの活躍を祈願して 巨大凧を大空に舞い揚げる! | デンジャラス、トップリード 流れ星、鈴木拓（ドランクドラゴン） 柴田英嗣（アンタッチャブル）、ロッチ | 鈴木拓（ドランクドラゴン）、柴田英嗣（アンタッチャブル） |
| 12                          | 1月13日                     | 新春!暇な村人たちの活躍を祈願して 巨大凧を大空に舞い揚げる! | デンジャラス、トップリード 流れ星、鈴木拓（ドランクドラゴン） 柴田英嗣（アンタッチャブル）、ロッチ | 鈴木拓（ドランクドラゴン）、柴田英嗣（アンタッチャブル） |
| 13                          | 1月20日                     | 村人12人で6万3000個のドミノを作る!                          | 安田和博（デンジャラス）、山根良顕（アンガールズ） 杉山裕之（我が家）、谷田部俊（我が家） アルコ&ピース、アントニー（マテンロウ）、狩野英孝 井戸田潤（スピードワゴン）、徳井健太（平成ノブシコブシ） 小峠英二（バイきんぐ）、庄司智春（品川庄司） | 小峠英二（バイきんぐ）、庄司智春（品川庄司）             |
| 14                          | 1月27日                     | 村人12人で6万3000個のドミノを作る!                          | 安田和博（デンジャラス）、山根良顕（アンガールズ） 杉山裕之（我が家）、谷田部俊（我が家） アルコ&ピース、アントニー（マテンロウ）、狩野英孝 井戸田潤（スピードワゴン）、徳井健太（平成ノブシコブシ） 小峠英二（バイきんぐ）、庄司智春（品川庄司） | 小峠英二（バイきんぐ）、庄司智春（品川庄司）             |
| 15                          | 2月3日                      | 村人12人で6万3000個のドミノを作る!                          | 安田和博（デンジャラス）、山根良顕（アンガールズ） 杉山裕之（我が家）、谷田部俊（我が家） アルコ&ピース、アントニー（マテンロウ）、狩野英孝 井戸田潤（スピードワゴン）、徳井健太（平成ノブシコブシ） 小峠英二（バイきんぐ）、庄司智春（品川庄司） | 小峠英二（バイきんぐ）、庄司智春（品川庄司）             |
| 16                          | 2月17日                     | 水深3mのプールに初挑戦!                                     | 手島優、芹那、菊地亜美 バービー（フォーリンラブ） | バービー（フォーリンラブ）、手島優                       |
| 17                          | 2月24日                     | 振り付けに挑戦!                                             | 手島優、芹那、菊地亜美 バービー（フォーリンラブ） | バービー（フォーリンラブ）、手島優                       |
| 18                          | 3月3日                      | 昔ながらの製法で 切れ味の良い包丁を一から作る!              | 河本準一（次長課長）、FUJIWARA | 河本準一（次長課長）、FUJIWARA                           |
| 19                          | 3月10日                     | 昔ながらの製法で 切れ味の良い包丁を一から作る!              | 河本準一（次長課長）、FUJIWARA | 河本準一（次長課長）、FUJIWARA                           |
| 20                          | 3月17日                     | ひろいき村の活動を振り返り 有吉村長が村人を査定!            | - | FUJIWARA                                                 |
| 21                          | 3月24日                     | ひろいき村の活動を振り返り 有吉村長が村人を査定!            | - | FUJIWARA                                                 |

| 2015年 (有吉のニッポン元気プロジェクト おーい!ひろいき村） | 2015年 (有吉のニッポン元気プロジェクト おーい!ひろいき村） | 2015年 (有吉のニッポン元気プロジェクト おーい!ひろいき村）                                                                                       | 2015年 (有吉のニッポン元気プロジェクト おーい!ひろいき村） | 2015年 (有吉のニッポン元気プロジェクト おーい!ひろいき村） | 2015年 (有吉のニッポン元気プロジェクト おーい!ひろいき村） |
| 回                                                         | 放送日                                                     | 本日の活動 | 出演 | 備考                                                       |                                                            |
| ---------------------------------------------------------- | ---------------------------------------------------------- | --- | --- | ---------------------------------------------------------- | ---------------------------------------------------------- |
| 22                                                         | 4月11日                                                    | 練習期間5ヵ月で辰巳杯の優勝を目指す! 36時間で7万個のドミノを作る!                                                                                | 青木愛、アンガールズ 狩野英孝、小峠英二（バイきんぐ） 手島優、バービー（フォーリンラブ）、井森美幸 | 2時間SP                                                    |                                                            |
| 23                                                         | 4月18日                                                    | 修業期間133時間で一人前の寿司職人を目指す! | 井戸田潤（スピードワゴン）、木南晴夏 島崎和歌子、陣内智則 坪倉由幸（我が家）、FUJIWARA |                                                            |                                                            |
| 24                                                         | 4月25日                                                    | 日本人が大好きな麺料理をど素人芸人が2日間修業してイチから作る!                                                                                   | 品川庄司、スザンヌ、FUJIWARA、真琴つばさ、ロッチ |                                                            |                                                            |
| 25                                                         | 5月2日                                                     | 有吉村長とニッポンの春を堪能 パパ芸能人&謎の覆面レスラーが伝統祭りで8mの巨大鯉のぼりを製作 東京で絶滅危惧動物を発見!季節外れの雪で苛酷サバイバル | 井戸田潤(スピードワゴン)、 柴田英嗣(アンタッチャブル)、庄司智春(品川庄司)、陣内智則、スーパーササダンゴ・マシン、TKO、 トータルテンボス、 平子祐希(アルコ&ピース)、松本伊代、 MEGUMI、 安田和博(デンジャラス)、我が家  | 2時間SP                                                    |                                                            |
| 26                                                         | 5月16日                                                    | 阿部サダヲがドミノ緊急参戦!重圧の中ドミノ1万個まで残り10個並べきれるか? シンクロ新メンバー選考会!青木愛キレる!?新メンバーVS美女軍団バトル勃発    | 井森美幸、狩野英孝、庄司智春(品川庄司)、西川史子、バービー(フォーリンラブ)、博多大吉(博多華丸・大吉) |                                                            |                                                            |
| 27                                                         | 5月23日                                                    | 超ハード!高知よさこい挑戦 | 磯野貴理子、小峠英二(バイきんぐ)、潮田玲子、 バービー(フォーリンラブ)、 FUJIWARA |                                                            |                                                            |
| 28                                                         | 5月30日                                                    | 人気女優・綾瀬はるか&夏帆が1万個ドミノに挑戦! こんなに大変だったの!?日本の伝統工芸・江戸切子作り!                                                | 指原莉乃(HKT48)、ビビる大木、北斗晶、平山あや、眞鍋かをり |                                                            |                                                            |
| 29                                                         | 6月20日                                                    | 世界遺産候補で話題の長崎ご当地(秘)グルメ!FUJIWARA&はいだは伝統の味を作れるか? 和田アキ子が人生初ドミノで震える!                                  | おのののか、FUJIWARA、山村紅葉、吉村崇(平成ノブシコブシ)、はいだしょうこ、小峠英二 |                                                            |                                                            |
| 30                                                         | 6月27日                                                    | 超ハードなよさこい祭りに総勢20人で挑むが…大本番を前に緊張そして涙 鈴木奈々VSバービーの田舎自慢でバトル                                           | 磯野貴理子、佐藤仁美、鈴木奈々、ダレノガレ明美、バービー(フォーリンラブ)、益若つばさ、IMALU、FUJIWARA、鈴木拓(ドランクドラゴン)、芹那、菊地亜美、手島優、青木愛、岡井千聖(℃-ute)、北川景子、川口春奈、坪倉由幸(我が家) | 2時間SP                                                    |                                                            |
| 31                                                         | 7月11日                                                    | 福士蒼汰が興奮!1万個ドミノのプレッシャーに勝てるのか? 道端アンジェリカが世界遺産・北海道知床で野生どうぶつ撮影の旅 幻のウナギ料理に庄司が挑む!   | 井森美幸、 庄司智春(品川庄司)、ナジャ・グランディーバ、FUJIWARA、柴田英嗣(アンタッチャブル)、小島よしお、道端アンジェリカ、福士蒼汰、坪倉由幸(我が家)、バービー(フォーリンラブ)                                        |                                                            |                                                            |
| 32                                                         | 8月8日                                                     | 超過酷な10キロのいかだレースに最強アスリート軍団が挑む!元メジャーリーガー石井一久のもと手作りいかだで優勝を目指す                                | 石井一久、庄司智春(品川庄司)、西川史子、 FUJIWARA、しずちゃん(南海キャンディーズ)、平子祐希(アルコ&ピース) |                                                            |                                                            |
| 33                                                         | 8月29日                                                    | 有吉が史上最難関ドミノに挑戦するも過去最悪の事態が!果たして成功するのか? 今おいしい旬の「新レンコン」を包丁人・庄司が習得                        | 川田裕美 小峠英二(バイきんぐ) 庄司智春(品川庄司) 島崎和歌子 |                                                            |                                                            |
| 34                                                         | 10月24日                                                   | 2万個超の風船でドラゴンボールの筋斗雲作り!果たして空を飛べるのか!? もしも犬が散歩中にライオンと遭遇したら?土佐犬にプードル!カワイイ反応8連発     | GENKING、庄司智春(品川庄司)、菜々緒、バービー(フォーリンラブ)、的場浩司 |                                                            |                                                            |
| 35                                                         | 10月31日                                                   | シンクロ元日本代表青木愛コーチが1年間涙の本気指導!芸能人10人がシンクロに挑戦したら1年間で大会優勝チームにどこまで迫れるのか?                     | 菊地亜美、佐藤仁美、手島優、的場浩司、吉村崇(平成ノブシコブシ) |                                                            |                                                            |
| 36                                                         | 11月7日                                                    | 1カ月猛特訓で芸能人22名が「坂戸よさこい」入賞なるか!?                                                                                            | 石井一久、 IKKO、佐藤仁美、的場浩司、吉村崇(平成ノブシコブシ)、IMALU、庄司智春(品川庄司)、鈴木拓(ドランクドラゴン)、益若つばさ、ユージ                                                                                 |                                                            |                                                            |
| 37                                                         | 11月14日                                                   | 日本最速162キロの速球は同スピードで並走する車から打ち返せるか? 高級魚で最新寿司ロボットが作る寿司VSスーパーの魚で職人が握る寿司どちらが美味い?   | IMALU、小椋久美子、バービー(フォーリンラブ)、的場浩司、三田寛子 |                                                            |                                                            |
| 38                                                         | 11月21日                                                   | 世界の急坂を電動アシスト自転車で上れるのか?佐藤仁美が実験 日本最速すべり台は時速何キロ?恐怖の垂直落下式すべり台が登場                            | 伊集院光、小椋久美子、菊地亜美、佐藤仁美、ユージ、IMALU、庄司智春(品川庄司)、バービー(フォーリンラブ) |                                                            |                                                            |
| 39                                                         | 11月28日                                                   | 夢対決!ペットの中で一番速く走るのは何?最速犬VS競馬VSダチョウVSカンガルーVSシマウマ50m走で決着 佐々木健介&浜口京子が綱引き全国大会に参戦          | 伊藤淳史、小椋久美子、佐藤仁美、庄司智春(品川庄司)、西島秀俊、的場浩司、三田寛子、芹那、手島優、佐々木健介、浜口京子                                                                                                   | 2時間SP                                                    |                                                            |
| 40                                                         | 12月19日                                                   | 感動ワンちゃん大実験!離れ離れになった親犬と子犬が散歩中にバッタリ遭遇したら? 神業挑戦!142m上からバスケシュート入るまで投げ続ける!                | 石井一久、芹那、高田延彦、的場浩司、マリウス葉(Sexy Zone)、三田寛子、手島優 | 2時間SP                                                    |                                                            |

| 2016年 (有吉のニッポン元気プロジェクト おーい!ひろいき村） | 2016年 (有吉のニッポン元気プロジェクト おーい!ひろいき村） | 2016年 (有吉のニッポン元気プロジェクト おーい!ひろいき村） | 2016年 (有吉のニッポン元気プロジェクト おーい!ひろいき村）                                             | 2016年 (有吉のニッポン元気プロジェクト おーい!ひろいき村） | 2016年 (有吉のニッポン元気プロジェクト おーい!ひろいき村） |
| 回                                                         | 放送日                                                     | 本日の活動 | 出演                                                                                                   | 備考                                                       |                                                            |
| ---------------------------------------------------------- | ---------------------------------------------------------- | --- | --- | ---------------------------------------------------------- | ---------------------------------------------------------- |
| 41                                                         | 1月16日                                                    | 航空宇宙学の専門家が作った紙ヒコーキを元メジャー投手が投げ69mを目指す | 石井一久、佐藤仁美、庄司智春(品川庄司)、鈴木福、的場浩司、芹那、手島優                                 |                                                            |                                                            |
| 42                                                         | 1月23日                                                    | 昭和のお金はいくらになるのか?あなたの家に眠る古いお金が大金に化けるかも!?全国を大捜索するお宝探し!                                                                          | 菊地亜美、鈴木福、ユージ、的場浩司、三田寛子、芹那、手島優                                             |                                                            |                                                            |
| 43                                                         | 1月30日                                                    | 動物の大好物実験！スーパーで売っている食材と超高級食材ならどっちを食べる？ 本気で走っている姿を見たことがないアスリートが50メートル走をしたら、どのスポーツ選手が速いのか？ | 石井一久、小椋久美子、佐藤仁美、高田延彦、的場浩司、手島優、ユージ                                     |                                                            |                                                            |
| 44                                                         | 2月6日                                                     | 有吉が驚いたワンちゃん大実験SP！ | 石井一久、庄司智春(品川庄司)、的場浩司、手島優、バービー(フォーリンラブ)、益若つばさ、芹那、菊地亜美   |                                                            |                                                            |
| 45                                                         | 2月20日                                                    | 超一流アスリートにゲーマー&フラッシュ暗算&スロット達人が挑む!動体視力1位の職種は？ 一流シェフが市販缶詰を使った絶品料理で有名グルメタレントを騙せるか？                     | 石井一久、佐藤仁美、坪倉由幸(我が家)、的場浩司、三田寛子、寺門ジモン、彦摩呂                           |                                                            |                                                            |
| 46                                                         | 3月5日                                                     | 有吉村長が驚いた決定的な瞬間20連発＆有吉村長ラストメッセージのドミノ2万個SP！                                                                                               | 石井一久、庄司智春（品川庄司）、佐藤仁美、バービー（フォーリンラブ）、的場浩司、手島優、ユージ、我が家 | 最終回                                                     |                                                            |

## ネット局
| ネット局 (おーい!ひろいき村) | ネット局 (おーい!ひろいき村) | ネット局 (おーい!ひろいき村) | ネット局 (おーい!ひろいき村)   | ネット局 (おーい!ひろいき村) | ネット局 (おーい!ひろいき村) |
| 放送対象地域                 | 放送局                       | 系列                         | 放送期間                       | 放送日時                     | ネット状況                   |
| ---------------------------- | ---------------------------- | ---------------------------- | ------------------------------ | ---------------------------- | ---------------------------- |
| 関東広域圏                   | フジテレビ                   | フジテレビ系列               | 2014年10月14日 - 2015年3月24日 | 火曜 0:10 - 0:35（月曜深夜） | 制作局                       |
| 北海道                       | 北海道文化放送               | フジテレビ系列               | 2014年10月14日 - 2015年3月24日 | 火曜 0:10 - 0:35（月曜深夜） | 同時ネット                   |
| 岩手県                       | 岩手めんこいテレビ           | フジテレビ系列               | 2014年10月14日 - 2015年3月24日 | 火曜 0:10 - 0:35（月曜深夜） | 同時ネット                   |
| 宮城県                       | 仙台放送                     | フジテレビ系列               | 2014年10月14日 - 2015年3月24日 | 火曜 0:10 - 0:35（月曜深夜） | 同時ネット                   |
| 秋田県                       | 秋田テレビ                   | フジテレビ系列               | 2014年10月14日 - 2015年3月24日 | 火曜 0:10 - 0:35（月曜深夜） | 同時ネット                   |
| 山形県                       | さくらんぼテレビ             | フジテレビ系列               | 2014年10月14日 - 2015年3月24日 | 火曜 0:10 - 0:35（月曜深夜） | 同時ネット                   |
| 福島県                       | 福島テレビ                   | フジテレビ系列               | 2014年10月14日 - 2015年3月24日 | 火曜 0:10 - 0:35（月曜深夜） | 同時ネット                   |
| 新潟県                       | 新潟総合テレビ               | フジテレビ系列               | 2014年10月14日 - 2015年3月24日 | 火曜 0:10 - 0:35（月曜深夜） | 同時ネット                   |
| 長野県                       | 長野放送                     | フジテレビ系列               | 2014年10月14日 - 2015年3月24日 | 火曜 0:10 - 0:35（月曜深夜） | 同時ネット                   |
| 静岡県                       | テレビ静岡                   | フジテレビ系列               | 2014年10月14日 - 2015年3月24日 | 火曜 0:10 - 0:35（月曜深夜） | 同時ネット                   |
| 富山県                       | 富山テレビ                   | フジテレビ系列               | 2014年10月14日 - 2015年3月24日 | 火曜 0:10 - 0:35（月曜深夜） | 同時ネット                   |
| 石川県                       | 石川テレビ                   | フジテレビ系列               | 2014年10月14日 - 2015年3月24日 | 火曜 0:10 - 0:35（月曜深夜） | 同時ネット                   |
| 福井県                       | 福井テレビ                   | フジテレビ系列               | 2014年10月14日 - 2015年3月24日 | 火曜 0:10 - 0:35（月曜深夜） | 同時ネット                   |
| 中京広域圏                   | 東海テレビ                   | フジテレビ系列               | 2014年10月14日 - 2015年3月24日 | 火曜 0:10 - 0:35（月曜深夜） | 同時ネット                   |
| 近畿広域圏                   | 関西テレビ                   | フジテレビ系列               | 2014年10月14日 - 2015年3月24日 | 火曜 0:10 - 0:35（月曜深夜） | 同時ネット                   |
| 島根県・鳥取県               | 山陰中央テレビ               | フジテレビ系列               | 2014年10月14日 - 2015年3月24日 | 火曜 0:10 - 0:35（月曜深夜） | 同時ネット                   |
| 岡山県・香川県               | 岡山放送                     | フジテレビ系列               | 2014年10月14日 - 2015年3月24日 | 火曜 0:10 - 0:35（月曜深夜） | 同時ネット                   |
| 広島県                       | テレビ新広島                 | フジテレビ系列               | 2014年10月14日 - 2015年3月24日 | 火曜 0:10 - 0:35（月曜深夜） | 同時ネット                   |
| 愛媛県                       | テレビ愛媛                   | フジテレビ系列               | 2014年10月14日 - 2015年3月24日 | 火曜 0:10 - 0:35（月曜深夜） | 同時ネット                   |
| 高知県                       | 高知さんさんテレビ           | フジテレビ系列               | 2014年10月14日 - 2015年3月24日 | 火曜 0:10 - 0:35（月曜深夜） | 同時ネット                   |
| 福岡県                       | テレビ西日本                 | フジテレビ系列               | 2014年10月14日 - 2015年3月24日 | 火曜 0:10 - 0:35（月曜深夜） | 同時ネット                   |
| 佐賀県                       | サガテレビ                   | フジテレビ系列               | 2014年10月14日 - 2015年3月24日 | 火曜 0:10 - 0:35（月曜深夜） | 同時ネット                   |
| 長崎県                       | テレビ長崎                   | フジテレビ系列               | 2014年10月14日 - 2015年3月24日 | 火曜 0:10 - 0:35（月曜深夜） | 同時ネット                   |
| 熊本県                       | テレビ熊本                   | フジテレビ系列               | 2014年10月14日 - 2015年3月24日 | 火曜 0:10 - 0:35（月曜深夜） | 同時ネット                   |
| 鹿児島県                     | 鹿児島テレビ                 | フジテレビ系列               | 2014年10月14日 - 2015年3月24日 | 火曜 0:10 - 0:35（月曜深夜） | 同時ネット                   |
| 沖縄県                       | 沖縄テレビ                   | フジテレビ系列               | 2014年10月14日 - 2015年3月24日 | 火曜 0:10 - 0:35（月曜深夜） | 同時ネット                   |
| 青森県                       | 青森テレビ                   | TBS系列                      | 2014年11月6日 - 2015年4月17日  | 金曜 0:58 - 1:23（木曜深夜） | 遅れネット                   |

| ネット局 (有吉のニッポン元気プロジェクト おーい!ひろいき村) | ネット局 (有吉のニッポン元気プロジェクト おーい!ひろいき村) | ネット局 (有吉のニッポン元気プロジェクト おーい!ひろいき村) | ネット局 (有吉のニッポン元気プロジェクト おーい!ひろいき村) | ネット局 (有吉のニッポン元気プロジェクト おーい!ひろいき村) | ネット局 (有吉のニッポン元気プロジェクト おーい!ひろいき村) |
| 放送対象地域                                                | 放送局                                                      | 系列                                                        | 放送期間                                                    | 放送日時                                                    | ネット状況                                                  |
| ----------------------------------------------------------- | ----------------------------------------------------------- | ----------------------------------------------------------- | ----------------------------------------------------------- | ----------------------------------------------------------- | ----------------------------------------------------------- |
| 関東広域圏                                                  | フジテレビ                                                  | フジテレビ系列                                              | 2015年4月11日 - 2016年3月5日                                | 土曜 19:00 - 19:57                                          | 制作局                                                      |
| 北海道                                                      | 北海道文化放送                                              | フジテレビ系列                                              | 2015年4月11日 - 2016年3月5日                                | 土曜 19:00 - 19:57                                          | 同時ネット                                                  |
| 岩手県                                                      | 岩手めんこいテレビ                                          | フジテレビ系列                                              | 2015年4月11日 - 2016年3月5日                                | 土曜 19:00 - 19:57                                          | 同時ネット                                                  |
| 宮城県                                                      | 仙台放送                                                    | フジテレビ系列                                              | 2015年4月11日 - 2016年3月5日                                | 土曜 19:00 - 19:57                                          | 同時ネット                                                  |
| 秋田県                                                      | 秋田テレビ                                                  | フジテレビ系列                                              | 2015年4月11日 - 2016年3月5日                                | 土曜 19:00 - 19:57                                          | 同時ネット                                                  |
| 山形県                                                      | さくらんぼテレビ                                            | フジテレビ系列                                              | 2015年4月11日 - 2016年3月5日                                | 土曜 19:00 - 19:57                                          | 同時ネット                                                  |
| 福島県                                                      | 福島テレビ                                                  | フジテレビ系列                                              | 2015年4月11日 - 2016年3月5日                                | 土曜 19:00 - 19:57                                          | 同時ネット                                                  |
| 新潟県                                                      | 新潟総合テレビ                                              | フジテレビ系列                                              | 2015年4月11日 - 2016年3月5日                                | 土曜 19:00 - 19:57                                          | 同時ネット                                                  |
| 長野県                                                      | 長野放送                                                    | フジテレビ系列                                              | 2015年4月11日 - 2016年3月5日                                | 土曜 19:00 - 19:57                                          | 同時ネット                                                  |
| 静岡県                                                      | テレビ静岡                                                  | フジテレビ系列                                              | 2015年4月11日 - 2016年3月5日                                | 土曜 19:00 - 19:57                                          | 同時ネット                                                  |
| 富山県                                                      | 富山テレビ                                                  | フジテレビ系列                                              | 2015年4月11日 - 2016年3月5日                                | 土曜 19:00 - 19:57                                          | 同時ネット                                                  |
| 石川県                                                      | 石川テレビ                                                  | フジテレビ系列                                              | 2015年4月11日 - 2016年3月5日                                | 土曜 19:00 - 19:57                                          | 同時ネット                                                  |
| 福井県                                                      | 福井テレビ                                                  | フジテレビ系列                                              | 2015年4月11日 - 2016年3月5日                                | 土曜 19:00 - 19:57                                          | 同時ネット                                                  |
| 中京広域圏                                                  | 東海テレビ                                                  | フジテレビ系列                                              | 2015年4月11日 - 2016年3月5日                                | 土曜 19:00 - 19:57                                          | 同時ネット                                                  |
| 近畿広域圏                                                  | 関西テレビ                                                  | フジテレビ系列                                              | 2015年4月11日 - 2016年3月5日                                | 土曜 19:00 - 19:57                                          | 同時ネット                                                  |
| 島根県・鳥取県                                              | 山陰中央テレビ                                              | フジテレビ系列                                              | 2015年4月11日 - 2016年3月5日                                | 土曜 19:00 - 19:57                                          | 同時ネット                                                  |
| 岡山県・香川県                                              | 岡山放送                                                    | フジテレビ系列                                              | 2015年4月11日 - 2016年3月5日                                | 土曜 19:00 - 19:57                                          | 同時ネット                                                  |
| 広島県                                                      | テレビ新広島                                                | フジテレビ系列                                              | 2015年4月11日 - 2016年3月5日                                | 土曜 19:00 - 19:57                                          | 同時ネット                                                  |
| 愛媛県                                                      | テレビ愛媛                                                  | フジテレビ系列                                              | 2015年4月11日 - 2016年3月5日                                | 土曜 19:00 - 19:57                                          | 同時ネット                                                  |
| 高知県                                                      | 高知さんさんテレビ                                          | フジテレビ系列                                              | 2015年4月11日 - 2016年3月5日                                | 土曜 19:00 - 19:57                                          | 同時ネット                                                  |
| 福岡県                                                      | テレビ西日本                                                | フジテレビ系列                                              | 2015年4月11日 - 2016年3月5日                                | 土曜 19:00 - 19:57                                          | 同時ネット                                                  |
| 佐賀県                                                      | サガテレビ                                                  | フジテレビ系列                                              | 2015年4月11日 - 2016年3月5日                                | 土曜 19:00 - 19:57                                          | 同時ネット                                                  |
| 長崎県                                                      | テレビ長崎                                                  | フジテレビ系列                                              | 2015年4月11日 - 2016年3月5日                                | 土曜 19:00 - 19:57                                          | 同時ネット                                                  |
| 熊本県                                                      | テレビくまもと                                              | フジテレビ系列                                              | 2015年4月11日 - 2016年3月5日                                | 土曜 19:00 - 19:57                                          | 同時ネット                                                  |
| 宮崎県                                                      | テレビ宮崎                                                  | フジテレビ系列 日本テレビ系列 テレビ朝日系列                | 2015年4月11日 - 2016年3月5日                                | 土曜 19:00 - 19:57                                          | 同時ネット                                                  |
| 鹿児島県                                                    | 鹿児島テレビ                                                | フジテレビ系列                                              | 2015年4月11日 - 2016年3月5日                                | 土曜 19:00 - 19:57                                          | 同時ネット                                                  |
| 沖縄県                                                      | 沖縄テレビ                                                  | フジテレビ系列                                              | 2015年4月11日 - 2016年3月5日                                | 土曜 19:00 - 19:57                                          | 同時ネット                                                  |
| 青森県                                                      | 青森テレビ                                                  | TBS系列                                                     | 2015年4月24日 - 2016年3月18日                               | 金曜 15:50 - 16:45                                          | 遅れネット                                                  |

## スタッフ
- ナレーション：佐藤政道 (レギュラー版)
- 構成：そーたに、酒井健作、カツオ、本松エリ、山形遼介
- TP：児玉洋（フジテレビ）
- TM：橋本雄司
- SW：藤本伸一（以前はCAM）
- CAM：小池悟志、宮崎健司
- AUD：小清水健治、江川祐
- VE：水野博道
- LD：楢橋秀満（フジ・メディア・テクノロジー）
- ロケCAM：芳川和也、徳久裕（J-crew）、小川利行（以前はSW）、杉村智司、山本健太
- ロケAUD：村本達弥、重松敦（J-crew）、佐々木瑠美
- 美術プロデューサー：内藤佳奈子
- デザイン：今長和宏
- 美術進行：横山勇
- 大道具制作：岩崎隆史
- 大道具操作：田中裕士
- 電飾：福田隆正、青木紀和、山崎峰生
- マルチ：大高貢
- アクリル装飾：石橋誉礼、稲垣雄二
- 植木装飾：渡辺篤、後藤健
- メイク：山田かつら
- 編集：門馬卓哉、荘野佑介
- MA：小川るみ、高橋友樹、松岡洋一
- 音効：田村智之
- CG：前川陽介、グレートインターナショナル
- 技術協力：ニユーテレス、スウィッシュ・ジャパン、ラフト、オムニバス・ジャパン、マリポーサカンパニー
- 美術協力：フジアール
- TK：葛貫明子、岸田純子、前場莉奈
- リサーチ：ビスポ
- 編成：武田誠司
- 広報：山本麻祐子
- デスク：小林琴美、弦牧和子
- AP：河崎由美子、改發みなみ、松浦あゆみ、宮澤智美
- 制作プロデューサー：高橋研（高橋→以前はプロデューサー）、三宅瑠衣子、杉本美雪（以前はAP）、田岸宏一
- ディレクター：長沼昭悟、藤原将人、新沢学、本間和美、中島太一、地濃愛、兼丸洋介、武田雄一、遠藤貴士、辺見敏章、高木裕太、佐久間隆太、井上光紀、庄司孝、隅川恵美、依田穣、深代琢也、江種洋二、中村慶
- 演出：山田賢太郎（山田→途中から）
- プロデューサー：金井尚史、上原敏明、星利也、谷中憲（谷中→以前は演出）
- チーフプロデューサー：濱野貴敏
- 制作協力：ユーフィールド、TVBOX

歴代のスタッフ
- ナレーター：武田祐子（フジテレビアナウンサー）
- 編成：水野綾子
- デザイン：内山真理子
- キャスティング：島田勇夫
- AP：島田真理子
- ディレクター：堀川香奈

### スペシャル版
- 編成企画：高瀬敦也（フジテレビ）
- ナレーター：佐藤政道
- 構成：酒井健作、カツオ、山形遼介
- TP：橋本雄司
- SW：小川利行
- CAM：澤田浩
- AUD：高橋幸則
- VE：高橋正直
- LD：安藤雄郎（fmt）
- ロケCAM：芳川和也
- ロケAUD：村本達弥
- 美術制作：内藤佳奈子
- デザイン：内山真理子
- 美術進行：林政之
- 大道具制作：福田智広
- 大道具操作：西崎徳彦
- 電飾：福田隆正
- マルチ：大高貢
- アクリル装飾：石橋誉礼
- 植木装飾：渡辺篤
- 編集：門馬卓哉
- MA：高橋友樹
- 音効：田村智之（クジラノイズ）
- CG：前川陽介（.movs）
- TK：鈴木裕恵
- メイク：吉田みわ
- 技術協力：ニユーテレス、スウィッシュ・ジャパン、RAFT
- 美術協力：フジアール
- AP：杉本美雪
- 演出：谷中憲
- プロデューサー：上原敏明、島田勇夫
- 制作：フジテレビ
- 制作著作：U-FIELD